# Tsundi-Sud
 (juillet 2018).
Si vous disposez d'ouvrages ou d'articles de référence ou si vous connaissez des sites web de qualité traitant du thème abordé ici, merci de compléter l'article en donnant les références utiles à sa vérifiabilité et en les liant à la section « Notes et références ».
Tsundi-Sud est un secteur ou collectivité du territoire de Lukula, District du Bas-fleuve, Province du Bas-Congo (Kongo Central). Il a pour chef-lieu, le village de Mbata-Bubu.

## Géographie
Le secteur s'étend au nord-ouest du territoire de Lukula.

## Administration
Le secteur Tsundi-Sud, est constitué de 14 groupements : Baka, Buende, Kindezi, Kiphondo, Nkungu-Mbambi, Luangu-Lukula, Mandu, Mazinga, Mbuku-Lubongo, Mkuangila-Lele, Nyingu, Phudi-Kimbauka, Sungu, Tende.

## Villages
Le secteur compte plusieurs villages : Bata-Yala, Bulu-Tumba, Kungu-Mbambi, Mbata-Mbenge, Nganda-Sundi, Sungu, Sungunga, Yema-Di-Kalungu, Yenga, Weka.